# Telmatoscopus havelkai
Telmatoscopus havelkai és una espècie d'insecte dípter pertanyent a la família dels psicòdids que es troba a Europa: Alemanya (com ara, Hessen i Saxònia).